# Brandãozinho
Antenor Lucas, detto Brandãozinho (Campinas, 9 giugno 1925 – San Paolo, 6 aprile 2000), è stato un calciatore brasiliano, di ruolo centrocampista.

## Caratteristiche tecniche
Giocava come centrocampista, svolgendo compiti principalmente di copertura e marcatura, posizionandosi davanti alla linea difensiva.

## Carriera

### Club
Dopo aver trascorso i primi anni di carriera nella società della sua città natale, il Campinas, si trasferì alla Portuguesa Santista, con cui proseguì l'attività calcistica. Nel 1949, invece, si accasò alla Portuguesa — società quasi omonima della precedente, ma con sede in una diversa città —, debuttando il 1º settembre contro il Palmeiras, nella stessa partita che vide anche Jair Rosa Pinto in campo per la prima volta (nelle file avversarie). Con la società paulista vinse un torneio Rio-São Paulo nel 1952; dovette ritirarsi in seguito a un'operazione chirurgica che non andò a buon fine. Non rinunciò comunque ad aiutare il club, curando il settore giovanile insieme, tra gli altri, a Nena.

### Nazionale
Con la Nazionale vinse il campionato Panamericano 1952, prendendo successivamente parte al Campeonato Sudamericano de Football 1953, terminato con il secondo posto della selezione brasiliana. Venne inoltre convocato per il campionato del mondo 1954, ove giocò tre partite.

## Palmarès

### Club
- Torneo Rio-San Paolo: 2

Portuguesa: 1952, 1955

### Nazionale
- Campionato Panamericano: 1

1952